# Volleybal Combinatie Amigos, Smash en Avanti 2023-2024
Questa voce raccoglie le informazioni riguardanti il Volleybal Combinatie Amigos, Smash en Avanti nelle competizioni ufficiali della stagione 2023-2024.

## Stagione
Il Volleybal Combinatie Amigos, Smash en Avanti partecipa alla stagione 2023-24 senza alcuna denominazione sponsorizzata.
Si classifica al settimo posto in Eredivisie, approdando quindi nella Pool B, dove ottiene un terzo posto. In Coppa dei Paesi Bassi viene invece eliminato ai quarti di finale dal Lycurgus.

## Organigramma societario
Area direttiva
- Presidente: Merlijne Boeracker
- Team manager: Frank Benne

Area tecnica
- Allenatore: Joshua Kailola
- Secondo allenatore: Misha Latuhihin
- Preparatore atletico: Jacek Ziemba

## Rosa
| N° | Nome                | Ruolo | Data di nascita  | Nazionalità sportiva |
| -- | ------------------- | ----- | ---------------- | -------------------- |
| 1  | Mathijs Apine       | C     | 18 marzo 2002    | Paesi Bassi          |
| 3  | Niek Schiphof       | S     | 2 novembre 1996  | Paesi Bassi          |
| 4  | Job Wilts           | S     | 24 dicembre 2004 | Paesi Bassi          |
| 5  | Imre Harnischmacher | S     | 1995             | Paesi Bassi          |
| 7  | Job Groenendaal     | O     | 1998             | Paesi Bassi          |
| 9  | Stijn de Ruijter    | O     | 7 marzo 2003     | Paesi Bassi          |
| 10 | Max Donker          | S     | 23 febbraio 1998 | Paesi Bassi          |
| 11 | Kees Merkx          | P     | 3 giugno 2003    | Paesi Bassi          |
| 13 | Koen van den Borden | C     | 13 aprile 1995   | Paesi Bassi          |
| 14 | Jesse Kling         | P     | 16 ottobre 1994  | Paesi Bassi          |
| 15 | Koen Scholten       | C     | 2 luglio 2000    | Paesi Bassi          |
| 16 | Mees Blom           | S     | 5 settembre 1998 | Paesi Bassi          |
| -  | Julian Roddeman     | O     | -                | Paesi Bassi          |
| -  | Teun Thyssen        | -     | -                | Paesi Bassi          |
| -  | Jip Kemperman       | C     | -                | Paesi Bassi          |

## Statistiche

### Statistiche di squadra
| Competizione          | Punti | In casa | In casa | In casa | In trasferta | In trasferta | In trasferta | Totale | Totale | Totale |
| Competizione          | Punti | G       | V       | P       | G            | V            | P            | G      | V      | P      |
| --------------------- | ----- | ------- | ------- | ------- | ------------ | ------------ | ------------ | ------ | ------ | ------ |
| Eredivisie            | 24/14 | 13      | 8       | 5       | 13           | 5            | 8            | 26     | 13     | 13     |
| Coppa dei Paesi Bassi | -     | 1       | 0       | 1       | 1            | 1            | 0            | 2      | 1      | 1      |
| Totale                | -     | 14      | 8       | 6       | 14           | 6            | 8            | 28     | 14     | 14     |

### Statistiche dei giocatori
| Giocatore         | Eredivisie | Eredivisie | Eredivisie | Eredivisie | Eredivisie |
| Giocatore         | P          | PT         | AV         | MV         | BV         |
| ----------------- | ---------- | ---------- | ---------- | ---------- | ---------- |
| M. Apine          | ?          | 144        | 87         | 49         | 8          |
| M. Blom           | ?          | 210        | 189        | 10         | 11         |
| S. de Ruijter     | ?          | 246        | 227        | 15         | 4          |
| M. Donker         | ?          | 0          | 0          | 0          | 0          |
| J. Groenendaal    | ?          | 129        | 111        | 10         | 8          |
| I. Harnischmacher | ?          | 77         | 70         | 6          | 1          |
| J. Kemperman      | ?          | 0          | 0          | 0          | 0          |
| J. Kling          | ?          | 34         | 11         | 8          | 15         |
| K. Merkx          | ?          | 30         | 10         | 6          | 14         |
| J. Roddeman       | ?          | 3          | 2          | 0          | 1          |
| N. Schiphof       | ?          | 156        | 138        | 9          | 9          |
| K. Scholten       | ?          | 183        | 136        | 39         | 8          |
| T. Thyssen        | ?          | 1          | 1          | 0          | 0          |
| K. van den Borden | ?          | 100        | 61         | 29         | 10         |
| J. Wilts          | ?          | 38         | 28         | 6          | 4          |

P = presenze; PT = punti totali; AV = attacchi vincenti; MV = muri vincenti; BV = battute vincenti

NB: Non sono disponibili i dati relativi alla Coppa dei Paesi Bassi e, di conseguenza, quelli totali